# Sérignan-du-Comtat
Sérignan-du-Comtat è un comune francese di 2 465 abitanti situato nel dipartimento della Vaucluse della regione della Provenza-Alpi-Costa Azzurra.

## Società

### Evoluzione demografica
Abitanti censiti

## Amministrazione

### Gemellaggi
- Ferentillo, Italia.